# 名古屋城ステークス
名古屋城ステークス（なごやじょうステークス）は、日本中央競馬会（JRA）が中京競馬場で施行するオープンクラスの競走である。

## 概要
2000年に4歳以上1600万下のダート1700mで創設。2010年に開催時期を3月に変更。2011年は中京競馬場改修工事のため開催休止、翌年から芝2200mに変更し、2017年よりダート1800mに変更。

## 歴史
- 2000年 - ダート1700mで実施。
- 2003年 - 開催休止。
- 2010年 - 名古屋開府400年記念の複称を付け実施[1]。
- 2011年 - 中京競馬場改修工事のため開催休止。
- 2012年 - 施行距離を芝2200mに変更。
- 2017年 - 施行距離をダート1800mに変更。
- 2021年 - 国際競走に指定され、条件を3勝クラスから4歳以上オープンに変更。
- 2025年 - 施行時期を8月に移行するとともに出走条件を3歳以上に、負担重量をハンデキャップにそれぞれ変更。

### 歴代優勝馬
| 施行日        | 競馬場 | 距離        | 条件      | 優勝馬             | 性齢 | タイム | 優勝騎手   | 管理調教師 |
| ------------- | ------ | ----------- | --------- | ------------------ | ---- | ------ | ---------- | ---------- |
| 2000年5月20日 | 中京   | ダート1700m | 1600万下  | ケイエスグッドワン | 牡6  | 1:44.7 | 松永幹夫   | 高橋成忠   |
| 2001年5月19日 | 中京   | ダート1700m | 1600万下  | アレグラール       | 牡5  | 1:46.3 | 小池隆生   | 大根田裕也 |
| 2002年5月25日 | 中京   | ダート1700m | 1600万下  | ゲイリーエクシード | 牡5  | 1:44.6 | 武豊       | 増本豊     |
| 2004年5月30日 | 中京   | ダート1700m | 1600万下  | サカラート         | 牡4  | 1:45.2 | 中舘英二   | 石坂正     |
| 2005年5月21日 | 中京   | ダート1700m | 1600万下  | ロングオベリスク   | 牡6  | 1:45.5 | 安部幸夫   | 加用正     |
| 2006年5月28日 | 中京   | ダート1700m | 1600万下  | ブルーフランカー   | 牡4  | 1:46.0 | 川島信二   | 安藤正敏   |
| 2007年5月27日 | 中京   | ダート1700m | 1600万下  | ブルーフランカー   | 牡5  | 1:44.8 | 川島信二   | 安藤正敏   |
| 2008年6月1日  | 中京   | ダート1700m | 1600万下  | ビッグカポネ       | 牡5  | 1:43.9 | 芹沢純一   | 中尾正     |
| 2009年5月31日 | 中京   | ダート1700m | 1600万下  | アンダーカウンター | 牡4  | 1:44.0 | 赤木高太郎 | 中竹和也   |
| 2010年3月28日 | 中京   | ダート1700m | 1600万下  | タマモクリエイト   | 牡5  | 1:44.9 | 幸英明     | 小原伊佐美 |
| 2012年3月25日 | 中京   | 芝2200m     | 1600万下  | トウカイパラダイス | 牡5  | 2:18.8 | 柴山雄一   | 田所秀孝   |
| 2013年3月24日 | 中京   | 芝2200m     | 1600万下  | カワキタフウジン   | 牡8  | 2:14.7 | 武豊       | 増本豊     |
| 2014年3月30日 | 中京   | 芝2200m     | 1600万下  | アドマイヤブルー   | 牡5  | 2:23.0 | 岩田康誠   | 橋田満     |
| 2015年3月29日 | 中京   | 芝2200m     | 1600万下  | リベルタス         | 牡7  | 2:15.2 | M.デムーロ | 角居勝彦   |
| 2016年3月27日 | 中京   | 芝2200m     | 1600万下  | グリュイエール     | 牡4  | 2:09.9 | C.ルメール | 藤原英昭   |
| 2017年3月25日 | 中京   | ダート1800m | 1600万下  | スズカリバー       | 牡5  | 1:52.7 | 黛弘人     | 伊藤圭三   |
| 2018年3月24日 | 中京   | ダート1800m | 1600万下  | ノーブルサターン   | 牡4  | 1:53.1 | 鮫島良太   | 牧浦充徳   |
| 2019年3月23日 | 中京   | ダート1800m | 1600万下  | アイファーイチオー | 牡5  | 1:53.0 | 藤井勘一郎 | 上村洋行   |
| 2020年3月29日 | 中京   | ダート1800m | 3勝クラス | オーヴェルニュ     | 牡4  | 1:48.9 | 松山弘平   | 西村真幸   |
| 2021年3月21日 | 中京   | ダート1800m | オープン  | テーオーケインズ   | 牡4  | 1:49.3 | 松山弘平   | 高柳大輔   |
| 2022年3月21日 | 中京   | ダート1800m | オープン  | グロリアムンディ   | 牡4  | 1:51.8 | 福永祐一   | 大久保龍志 |
| 2023年3月19日 | 中京   | ダート1800m | オープン  | ルコルセール       | 牡5  | 1:50.2 | 菱田裕二   | 堀宣行     |
| 2024年3月17日 | 中京   | ダート1800m | オープン  | テーオードレフォン | 牡5  | 1:52.0 | 丸山元気   | 梅田智之   |